# Kleinsporige wimperzwam
De kleinsporige wimperzwam (Scutellinia vitreola) is een schimmel behorend tot de familie Pyronemataceae. Hij groeit saprotroof op vochtig hout of op met plantenresten vermengde grond, ook op rottend papier.

## Kenmerken
- Vruchtlichamen: 1 tot 5 mm in diameter, roodbruin van kleur.
- Randharen zijn geelbruin van kleur, meten 800 tot 1200 µm lang en 25 tot 45 µm dik en hebben een puntige top.[3]
- asci meten 180–250 x 12–15 µm.
- ascosporen zijn ellipsoïde en meten 15–20 × 9–12 µm (Q-getal 1,45-1,75)
- Sporenornamentatie: hoekige (!) wratten zijn goed zichtbaar aan de polen en zijn tot 1,5 µm breed en 1,2 µm hoog.
- parafysen zijn 3 tot 4 µm breed en aan de toppen licht vergroot tot 5 tot 8 µm.

## Verspreiding
De kleinsporige wimperzwam komt voor in Noord-Amerika, Europa en Azië.
In Nederland komt hij uiterst zeldzaam voor. De enige Nederlandse vondst is gevonden op een stomp van een douglasspar (Pseudotsuga menziesii).